# James Whale (presentatore radiofonico)
Michael James Whale (Ewell, 13 maggio 1951 – 4 agosto 2025) è stato un conduttore radiofonico, conduttore televisivo e scrittore britannico.

## Biografia
James Whale nacque il 13 maggio 1951 a Ewell. La sua carriera radiofonica iniziò nel 1970, quando venne assunto da Radio Topshop. Nel 1974 divenne il conduttore del programma pomeridiano di Metro Radio e, allo stesso tempo, intraprese anche la strada di attore, comparendo in Z Cars. Nel 1982, dopo aver condotto BBC Radio Derby, si trasferì a Radio Aire, dove nel 1988 inventò il suo show, The James Whale Radio Show che, dato il grande successo, nel giro di sette mesi venne poi trasmesso su scala nazionale su ITV. Nel gennaio 1993, Whale condusse una sua nuova serie su ITV, Whale On, mentre nel 1994 presentò lo show pomeridiano su LBC a Londra. Nel 1995 condusse il suo show notturno su TalkSPORT insieme a Terry Christian. La collaborazione con la stazione radiofonica venne interrotta nel 2008 a causa del suo licenziamento: tale decisione fu presa per il fatto che Whale esortò i suoi ascoltatori a votare Boris Johnson durante le elezioni del 2008 a sindaco di Londra. Dal 2008 lavorò per LBC, BBC Radio Berkshire, BBC Three Counties Radio, BBC WM. 
Nel 2013 lanciò il suo podcast settimanale, The James Whale Radio Show, prodotto da Rob Oldfield. Nel 2016 partecipò anche alla versione britannica del Grande Fratello, classificandosi nono. Dal 2016 condusse vari programmi su talkRADIO, prima di essere sospeso nell'agosto 2018 a causa del suo comportamento durante un'intervista alla scrittrice e giornalista Nichi Hodgson, vittima di stupro. La stazione radiofonica descrisse l'intervista come "condotta in una maniera che non rifletteva i valori della stazione e che mancava completamente di sensibilità". In un video estratto dall'intervista, si può vedere Whale ridere mentre l'intervistata racconta la sua esperienza. Whale tornò in diretta il 13 agosto seguente.
Whale è morto nel 2025; dagli inizi del terzo millennio lottava contro un tumore renale.

## Opere
- James Whale, Bald on Top, Michael O'Mara Books Ltd., 1997, ISBN 978-0-86051-991-1.
- James Whale, Almost a Celebrity: A Lifetime of Night-Time, Robson Books Ltd., 2007, ISBN 978-1-84317-261-1.